# Loaded
Loaded — четвертий студійний альбом американської рок-групи The Velvet Underground, виданий у 1970 р. фірмою Cotillion Records.

## Про альбом
Останній альбом VU, записаний за участю Лу Ріда (покинув колектив в серпні 1970 р., за місяць до появи платівки у продажу) . Вважається найбільш комерційно затребуваним релізом з усієї дискографії " Velvets " ; головними хітами з платівки стали «Sweet Jane» і «Rock and Roll». Зайняв 109 місце в списку «Список 500 найкращих альбомів усіх часів за версією журналу «Rolling Stone»».
У записі альбому не брала участь Морін Такер (ударні), в той час вагітна своєю першою дитиною — її тимчасово замінив Біллі, брат Дага Юла.